# 여윤미
여윤미(1984년 8월 25일 ~ )는 대한민국의 여자 성우이다. 2012년 CJ ENM(투니버스) 공채 8기 성우로 데뷔하였다.

## 주요 출연작품
굵은 글씨는 메인 캐릭터.

### TV 애니메이션
- 괴도 조커 - 챠파
- 베이블레이드 버스트 초제트 (서나루)
- 반지의 비밀일기 (KBS) - 빵소라, 반지 엄마, 울자
- 괴도 키드 (투니버스) - 친구, 앵커, 여학생
- 나루토 질풍전 (투니버스) - 시즈네
- 나루토 SD - 록 리의 청춘 닌자전 (투니버스)
- 닌자보이 란타로 (투니버스)
- 도쿄 매그니튜드 8.0 (투니버스) - 메구, 이츠키 엄마
- 뛰뛰빵빵 구조대2 (KBS2)
- 럭키프레드 (투니버스) - 프렌신, 리치, 홀리
- 리틀펫샵 (투니버스) - 휘트니 비스킷, 브리트니 비스킷
- 마이 리틀 포니 (투니버스)
- 매일엄마 (투니버스) - 유민
- 명탐정 코난 (투니버스) - 여학생, 여자1, 여자2, 문정원, 어린 나혜, 남아1
- 스켓 댄스 (투니버스) - 세가와 후미
- 싱싱초밥단 코부시 (투니버스) - 콩일
- 안녕! 보노보노 (투니버스) - 도로리
- 안녕 자두야 (투니버스, SBS)
- 아이 엠 스타! (투니버스) - 슈, 민하, 미키, 세라 엄마, 리라 언니
- 브레이브 비트 파워스탭 댄스톤 (애니맥스) - 준서
- 리엇 키드 (투니버스) - 사이라
- 요괴워치 (투니버스) - 세라
- 요괴워치 섀도우 사이드 (투니버스) - 공주희, 무당거미
- 원피스 (투니버스) - 유키
- 웨딩피치 (투니버스) - 신부, 여학생
- 미르모 퐁퐁퐁 (투니버스) - 도시은
- 짱구는 못말려 (투니버스) - 이옥분
- 최강! 탑플레이트 (SBS)
- 치즈 스위트 홈 (투니버스)
- 치치핑핑 (MBC) - 핑핑
- 탐험 드리랜드 (투니버스) - 일리아
- 테니스의 왕자 (투니버스) - 단
- 흑마녀 나가신다 (투니버스) - 초코
- 파워캐치 완다 (투니버스) - 신유빈
- 명탐정 코난: 은빛 날개의 마술사 - 양양공항 안내
- 명탐정 코난: 11번째 스트라이커
- 12세 (투니버스) - 나여름
- 숲의요정 페어리루 - 단테
- 극장판 에그엔젤 코코밍:푸르밍과 두근두근 코코밍 세계 - 푸르밍
- 반짝반짝 해피★ 열려라! 코코밍 (디즈니채널) - 루나 엄마, 모리밍, 루비밍, 프리밍
- 프리파라 -  미카, 아티
- 극장판 헬로 카봇: 백악기 시대 - 테라제트
- 빠샤메카드 - 아이비,승기
- 빠샤메카드 S - 아이비,승기
- 신비아파트 444호 - 윤석이
- 신비아파트 고스트볼 ZERO: 두 번째 이야기 - 하연우
- 알쏭달쏭 캐치! 티니핑 (JEI 재능TV) - 파티핑
- 히어로스쿨Z - 재스민
- 마계학교 이루마군 3 (KBS키즈) - 바치

### OST
- 마법돼지 핑키 오프닝 사랑은 볼품 없어 여윤미 박리나
- 마법돼지 핑키 엔딩 디저트 송 여윤미 박리나
- 흑마녀 나가신다 엔딩 페스티파티

### 극장판 애니메이션
- 짱구는 못말려 극장판: 동물소환 닌자 배꼽수비대 - 이옥분

### 게임
- 괴서 밀리언 아서 - 스노우 화이트, 멸염형 앙트와네트, 멸염형 기네비어, 학도형 기네비어
- 별에 노래를 (D&C Games) - 유성은
- 메이플스토리(넥슨) - 군단장 루시드
- 아스트라 - 붉은별 이리나
- 던전 앤 파이터 - 붉은 마녀, 천궁 알렉산드라, 별의 수호자 조디악, 악녀 그레타
- 우리집 아기고양이 - 다소라
- 데스티니 차일드 - 크람푸스
- 하얀고양이 프로젝트 - 아루
- 사이퍼즈 - 연금술사 에밀리
- 원신 - 산고노미야 코코미
- 리그 오브 레전드 - 세나
- 명일방주 - 파투스

### 드라마 CD
- 앨리스 드라이브 - 안제 루윈
- 우리집 아기고양이 (테일즈샵) - 다소라

### 외화
- 자이언트 세이버 (투니버스) - 커니
- 퓨어엔젤 미라클 매직 (투니버스) - 신디아, 라일락
- 어린이 경찰 - 하야시 마이코 (혼다 미유)
- 풀러 하우스 (넷플릭스) - 잭슨 폴러(마이클 캠피언)